# Hannes Burger
Johann Anton Burger,  genannt Hannes Burger (* 18. Juni 1937 in München-Schwabing) ist ein deutscher Journalist und Schriftsteller. 

## Leben und Wirken
Nach dem Abitur am Kurfürst-Maximilian-Gymnasium in Burghausen studierte Burger Philosophie, Psychologie, Theologie, Bayerische Geschichte und Zeitungswissenschaft in Passau und München, zeitweise auch im Passauer Priesterseminar. Als Redakteur begann er 1961 zunächst bei der Münchner Katholischen Kirchenzeitung. Ab 1968 arbeitete er für die Süddeutsche Zeitung, 1979 bis 1986 war er deren Korrespondent in Wien und auch Prag. Ab 1986 arbeitete er als freier Journalist und Kolumnist, seit 1990 als Bayernkorrespondent der Zeitung Die Welt.
Von 1982 bis 2003 verfasste Hannes Burger für Walter Sedlmayr, Max Grießer und Erich Hallhuber die Salvatorreden beim Politiker-Derblecken am Nockherberg. 1984 schuf er für die Fernsehglosse Nix für ungut die Figur des Fernsehpförtners Alois Baierl. Mit dem Roman Feichtenreut – Roman eines Dorfes debütierte er 1971 als Schriftsteller. Es folgten mehr als zwanzig Bücher zu Themen wie Geschichte, Ökologie und Satire sowie Bavarica. 
Neben mehreren Journalisten-Preisen erhielt Hannes Burger auch den Ernst-Hoferichter-Preis, die Ludwig-Thoma-Medaille der Stadt München, 1992 das Bundesverdienstkreuz am Bande und den Bayerischen Verdienstorden. Er war Mitglied der Münchner Turmschreiber.